# إدواردو س. جوميز
إدواردو س. جوميز (بالإنجليزية: Eduardo C. Gomez) هو عسكري أمريكي، ولد في 28 أكتوبر 1919 في لوس أنجلوس في الولايات المتحدة، وتوفي في 29 يناير 1972.